# BIRC8
BIRC8 (англ. Baculoviral IAP repeat containing 8) – білок, який кодується однойменним геном, розташованим у людей на довгому плечі 19-ї хромосоми. Довжина поліпептидного ланцюга білка становить 236 амінокислот, а молекулярна маса — 27 089.
| 10         |  | 20         |  | 30         |  | 40         |  | 50         |
| ---------- |  | ---------- |  | ---------- |  | ---------- |  | ---------- |
| MTGYEARLIT |  | FGTWMYSVNK |  | EQLARAGFYA |  | IGQEDKVQCF |  | HCGGGLANWK |
| PKEDPWEQHA |  | KWYPGCKYLL |  | EEKGHEYINN |  | IHLTRSLEGA |  | LVQTTKKTPS |
| LTKRISDTIF |  | PNPMLQEAIR |  | MGFDFKDVKK |  | IMEERIQTSG |  | SNYKTLEVLV |
| ADLVSAQKDT |  | TENELNQTSL |  | QREISPEEPL |  | RRLQEEKLCK |  | ICMDRHIAVV |
| FIPCGHLVTC |  | KQCAEAVDRC |  | PMCSAVIDFK |  | QRVFMS     |  |            |

A: Аланін

C: Цистеїн

D: Аспарагінова кислота

E: Глутамінова кислота

F: Фенілаланін

G: Гліцин

H: Гістидин

I: Ізолейцин

K: Лізин

L: Лейцин

M: Метіонін

N: Аспарагін

P: Пролін

Q: Глутамін

R: Аргінін

S: Серин

T: Треонін

V: Валін

W: Триптофан

Задіяний у такому біологічному процесі, як апоптоз. 
Білок має сайт для зв'язування з іонами металів, іоном цинку. 
Локалізований у цитоплазмі.